# Alfred Andersen-Wingar
Alfred Nikolai Andersen-Wingar, (Oslo, (anteriormennte, Kristiania) 15 de octubre de 1869 - Oslo, 21 de abril de 1952 en la misma ciudad, fue un compositor noruego. 

## Biografía
Andersen-Wingar estudió en Oslo con Johannes Haarklou (1847-1925) y en el Conservatorio de París con Jules Massenet y André Gedalge. Inicialmente fue violinista y más tarde se pasó a la viola. Fue violista en la Orquesta Filarmónica de Oslo y dirigió los conciertos sinfónicos populares de 1911 a 1918.

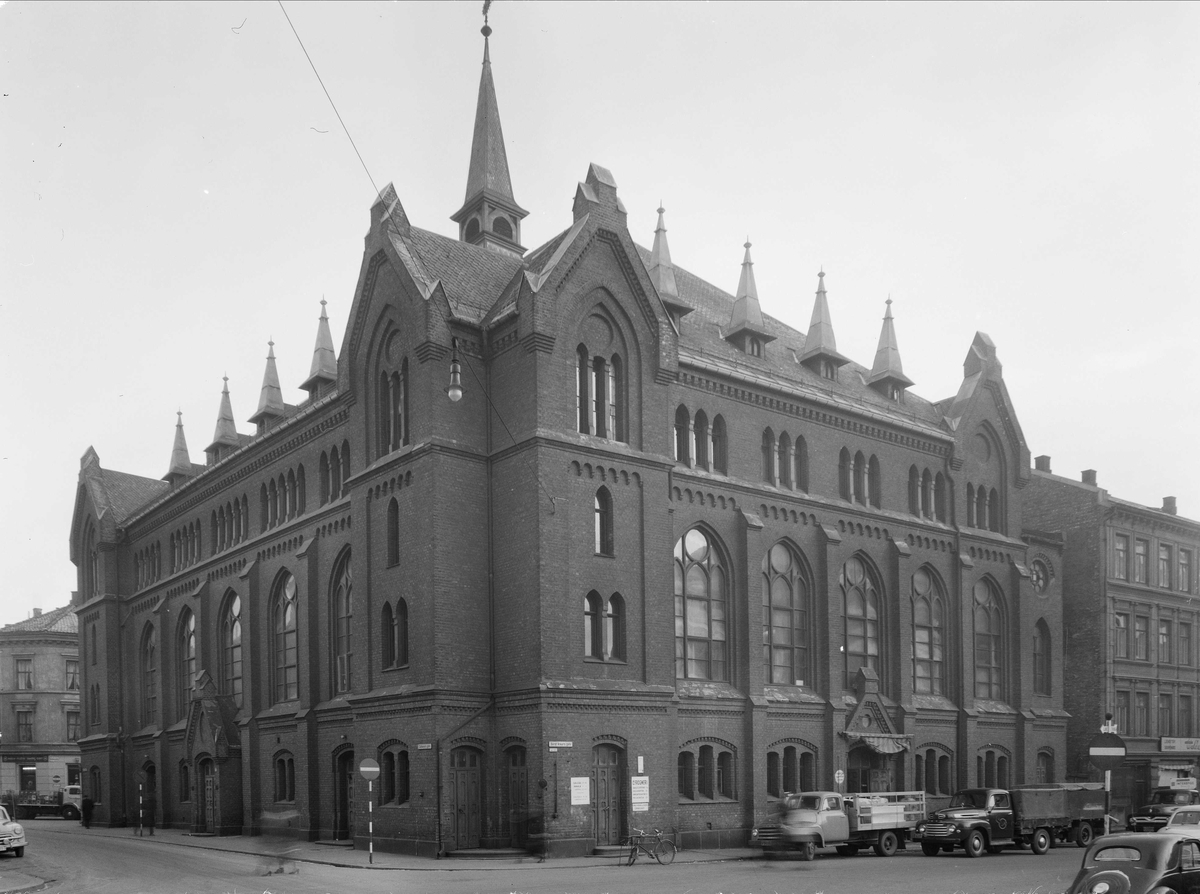
Casas de misión de la calle Calmeyer, donde Andersen-Wingar dirigía los conciertos populares de 1911 a 1918 (foto de 1957).

La pieza más popular del compositor es una obra corta para orquesta, Najad. En 2015, parece que no hay ninguna obra de Andersen-Wingar disponible en disco.

## Obras
Como compositor, influenciado por Beethoven y Johan Svendsen, escribió en un estilo del romanticismo tardío, dos óperas, Frithjof og Ingeborg y Die alte Methode, operetas, música de escena, oberturas para las obras de Henrik Ibsen, Hedda Gabler y Bygmester Solness, fantasías para orquesta y suites, cuatro sinfonías, dos conciertos para violín y Lieder.

## Orquesta
- Sinfonía en la mayor (11 de diciembre de 1904) Orquesta del Teatro Nacional dirigida por Johan Halvorsen
- Sinfonía en re menor
- Sinfonía en sol menor
- Sinfonía en do mayor
- Música de escena para Hedda Gabler (1901) y Bygmester Solness de Henrik Ibsen
- Música de escena para Vasantasena (intermezzo oriental, 1912)
- Concierto para violín n.º 1
- Concierto para violín n.º 2
- Piezas de concierto para clarinete y orquesta/piano, opus 23
- Las Náyades (suite)
- Iraka (suite, 1916)
- Dulces recuerdos (1903)
- La vida (1907)
- Fantasía folklórica noruega para piano
- Arreglo de Rektah, una antigua melodía india (1916)
- Orquestación de Crescendo de Per Lasson
- Bonvivant (marcha humorística, editorial Warmuth Musikforlag)
- 14 viejos bailes de Østfold

Vocal
- Frithjof og Ingeborg (ópera)
- Die alte Methode (ópera)
- Lieder